# Italica

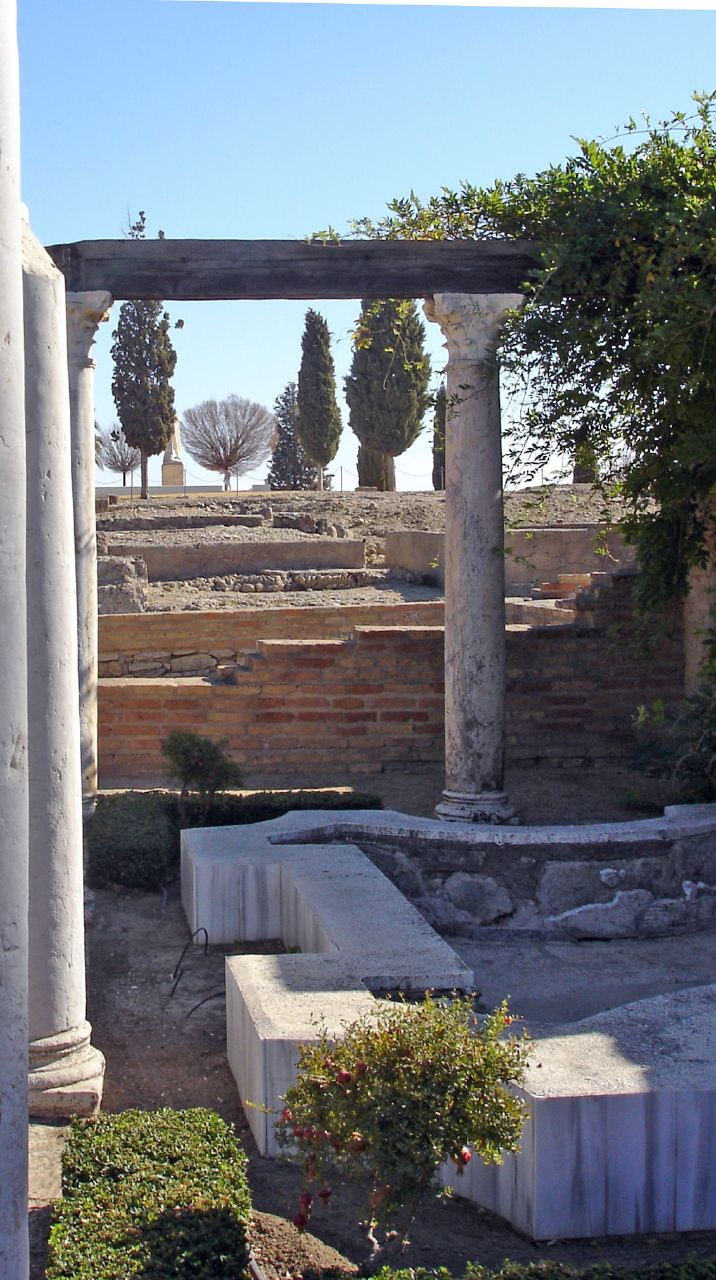
Ricostruzione di una villa romana di Italica

Italica (in latino Italĭca) era un'antica città della Spagna romana, vicino all'attuale Siviglia, e prima colonia di italici, da cui il nome, nella penisola iberica. Le stirpi italiche più illustri che la popolarono furono quelle, imparentate tra loro, degli imperatori Marco Ulpio Traiano (gli Ulpi Traiani originari di Todi in Umbria) e Publio Elio Adriano (gli Aeli Adriani originari di Atri), che vi si insediarono in un qualsiasi momento tra la fondazione della città nel III secolo a.C e il I secolo d.C. Vi nacque forse anche Teodosio I, secondo altri nato a Coca.
Italica fu la prima di importanti colonie romane che costituirono la diaspora italica in Spagna, quali ad esempio anche Colonia Patricia (Cordova; vi nacquero Seneca e Lucano), Augusta Bilbilis (Calatayud; vi nacque Marziale), Colonia Claritas Iulia Ucubi (Espejo; vi nacquero degli antenati di Marco Aurelio), Iulia Traducta detta  Tingentera (Algeciras o Tarifa; vi nacque Pomponio Mela) e Iulia Nasica (Calahorra; vi nacque Quintiliano).

## Storia
Italica fu fondata nel 206 a.C. da Publio Cornelio Scipione Africano sulla destra del fiume Guadalquivir, in corrispondenza dell'odierna Santiponce, in provincia di Siviglia, per insediarvi i soldati italici, tra cui sia socii e foederati sia cittadini romani, feriti nella battaglia di Ilipa (Seconda guerra punica). Da qui il nome Italica.
Aveva un'ottima posizione strategica nel cuore della regione Bética, la più meridionale della Spagna: divenne municipium nel I secolo a.C., fino ad assumere, al tempo di Adriano, il titolo di Colonia Aelia Augusta, ossia venerabile colonia di Elio (Adriano).
Vicino ad essa si sviluppò la cittadina di Hispalis, che dopo la distruzione di Italica nel sesto secolo d.C. la sostituì nella regione e col tempo divenne l'attuale Siviglia.
Annoverava tra i suoi abitanti parecchi veterani e fu l'unica città della provincia romana patria di ben due imperatori: Traiano e Adriano.
Italica fu devastata dalle invasioni barbariche, ma continuò ad essere parzialmente abitata fino all'anno Mille sotto gli Arabi. Dalle sue rovine furono presi molti materiali da costruzione per la vicina Siviglia. Nei secoli del Rinascimento le sue rovine venivano definite come "Sevilla la vieja".

## Caratteristiche
Presso gli scavi archeologici di Italica si possono oggi ammirare diverse case e strade, un grande anfiteatro, le terme romane, sculture e mosaici, sebbene sia i cristiani che gli Arabi abbiano riutilizzato diversi materiali da lì provenienti per alcune costruzioni di Siviglia. L'agglomerato primitivo, la vetus urbs corrisponde all'attuale abitato di Santiponce; possedeva un foro con un tempio dedicato a Diana, le terme e il teatro, costruito all'epoca di Augusto.
L'imperatore Adriano decise un nuovo ampliamento della sua città natale e fece costruire la nova urbs, che coincide con il sito archeologico. Circondata da mura, la città nuova aveva al centro il grande Foro con il tempio dedicato a Traiano e ampie terme. Il tessuto urbano era disegnato da larghe vie perpendicolari fra loro che disegnavano lotti perpendicolari (insulae).
Tra le dimore aristocratiche, un posto di rilievo è occupato dalla Casa dell'Esedra, così chiamata per l'esedra semicircolare che si trova al termine di un lungo cortile; l'edificio occupa un'area di 4000 metri quadrati, coprendo l'intera superficie dell'insula. Notevoli anche la Casa degli Uccelli, dove uno splendido mosaico rappresenta Orfeo circondato da 32 uccelli diversi, e la Casa del Planetario, con un mosaico rappresentante gli dei, da cui prendono il nome i giorni della settimana.
L'edificio più importante di Italica resta il Traianeum, un immenso recinto adibito al culto degli imperatori Adriano e Traiano. In assenza di fonti epigrafiche, si ipotizza che questo sia stato fatto costruire da Adriano in omaggio al suo predecessore Traiano. Il complesso è formato da un immenso portico (è stata ripresa la biblioteca di Adriano ad Atene specialmente nel colonnato interno, nella cadenza ondulata delle esedre e nella ricerca cromatica, marmo di Carrara e cipollino), al quale si accedeva nel lato corto meridionale da una terrazza con scale laterali, posta proprio sul cardo maximus.
Il tempio (che riprende come modello il tempio di Mars Ultor nel foro di Augusto a Roma) è un octastilo corinzio con colonne scanalate alte 9,20 metri. Il tempio ha un'unica cella. Inoltre tra il tempio e il portico si trovavano due file di cinque statue ciascuna. Di queste sono state rinvenute solo dei frammenti enormi che fanno supporre che la grandezza di queste statue fosse veramente considerevole (ad esempio un frammento di un dito lungo 30 cm). Le maestranze che realizzarono il complesso non erano tutte di elevata capacità; lo confermano alcuni frammenti realizzati da mani diverse, diversità data però dalla fretta di realizzazione.

## Galleria d'immagini

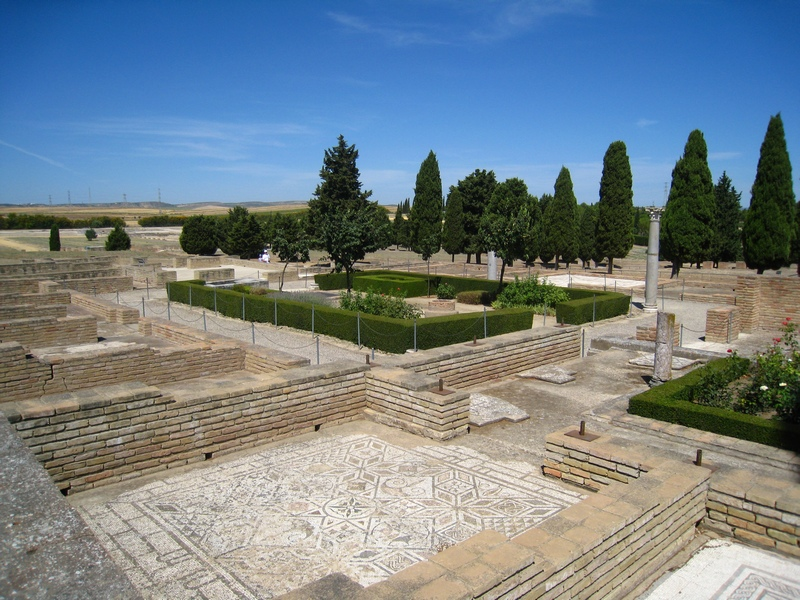
Vista panoramica di Italica
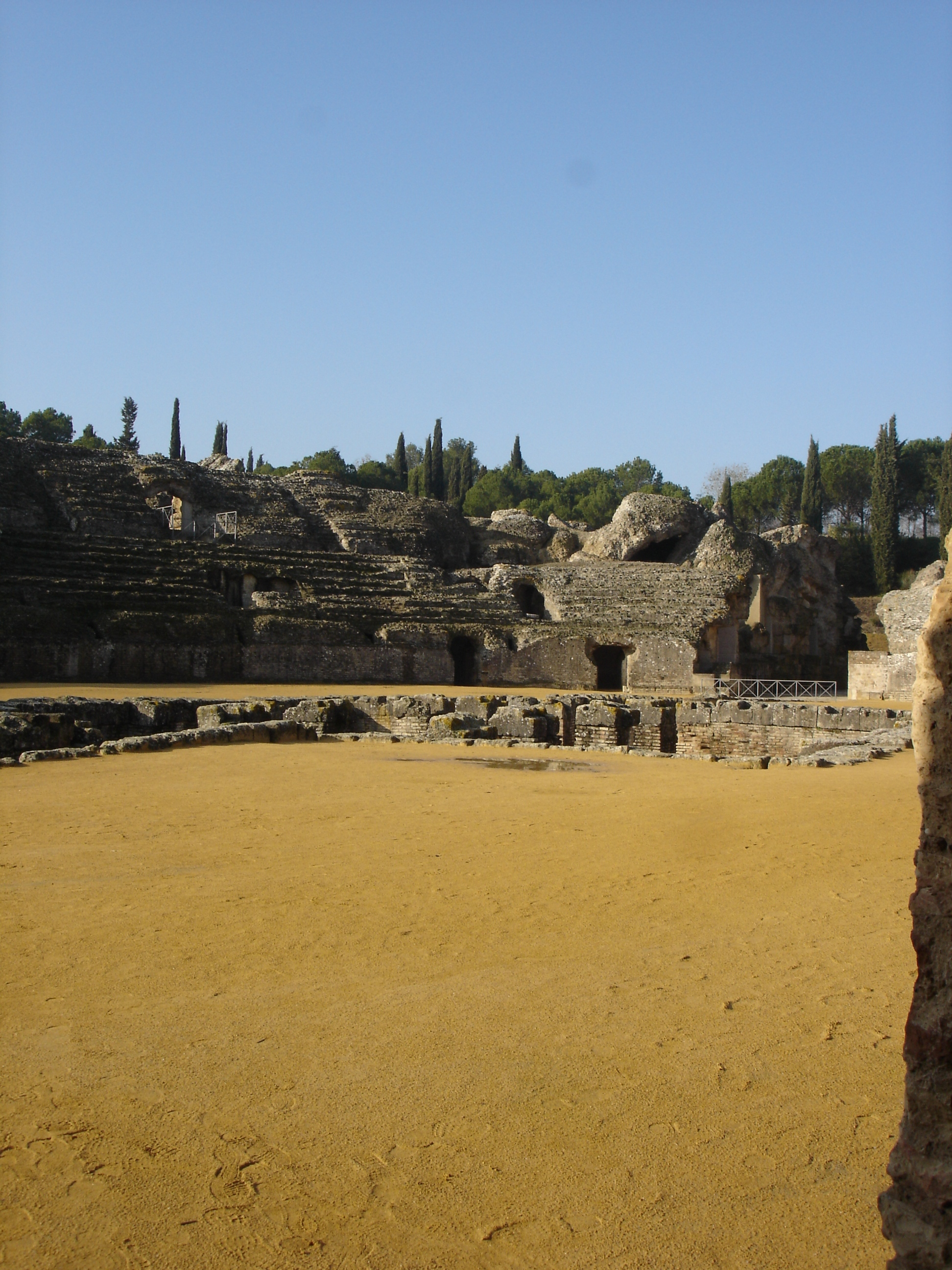
Fossati con acqua per la Naumachia
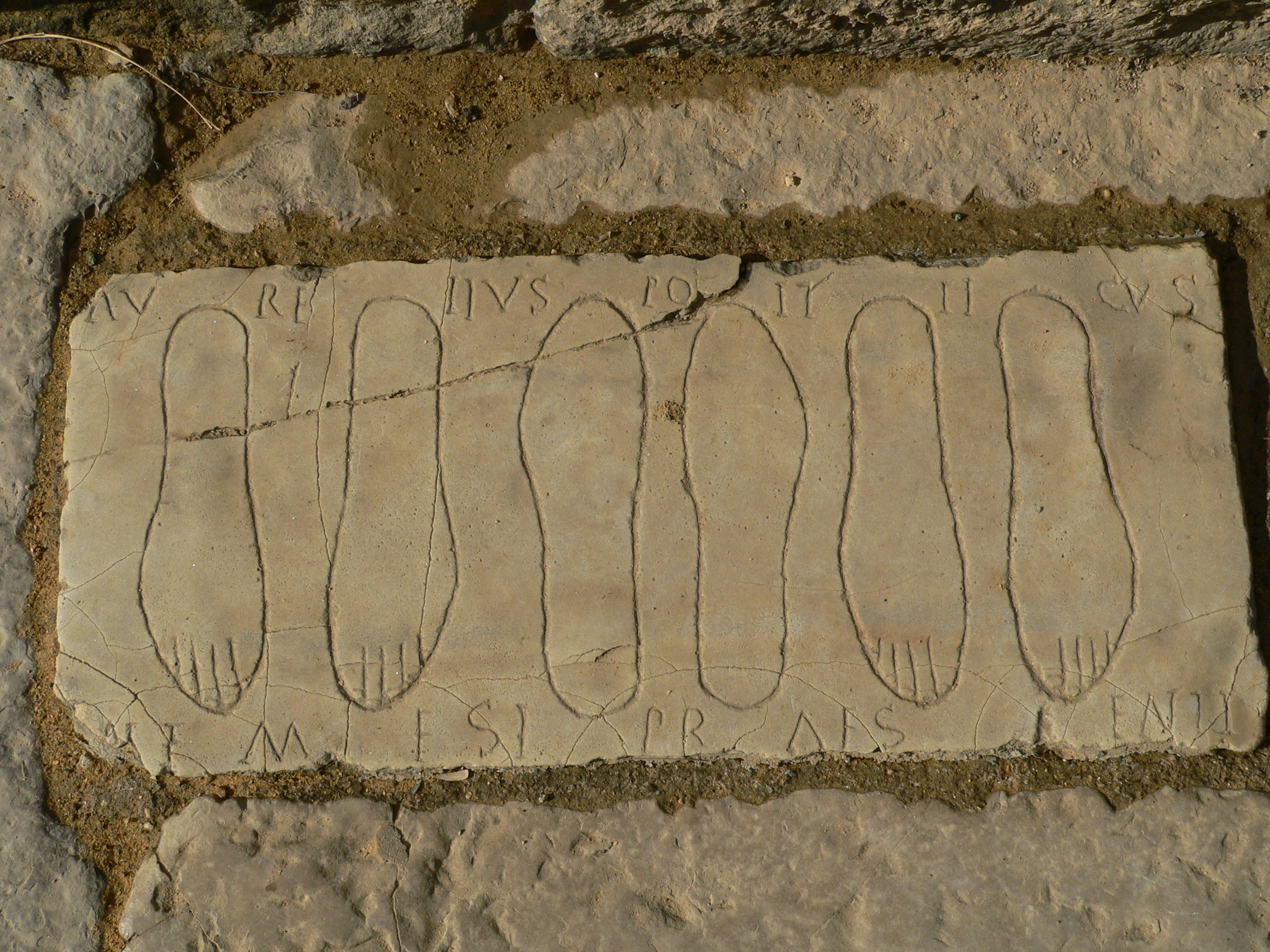
Placca votiva all'entrata dell'Anfiteatro
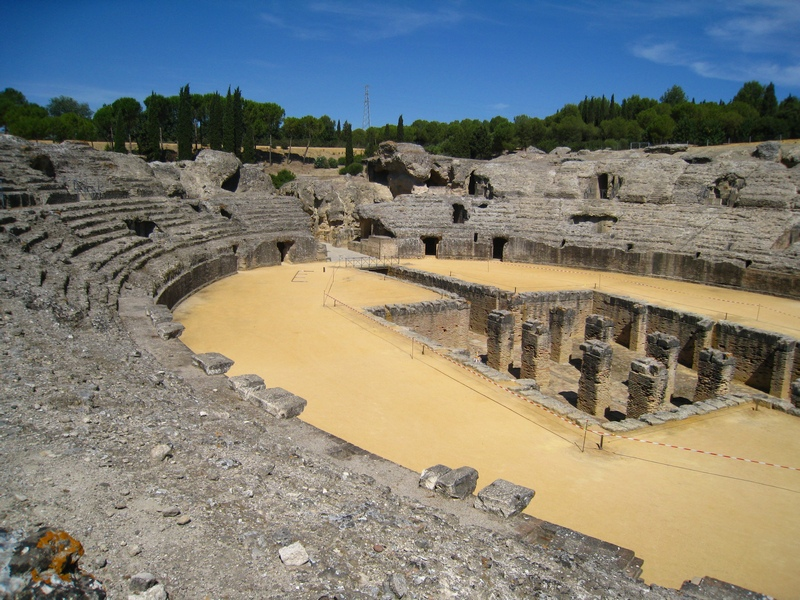
L'anfiteatro
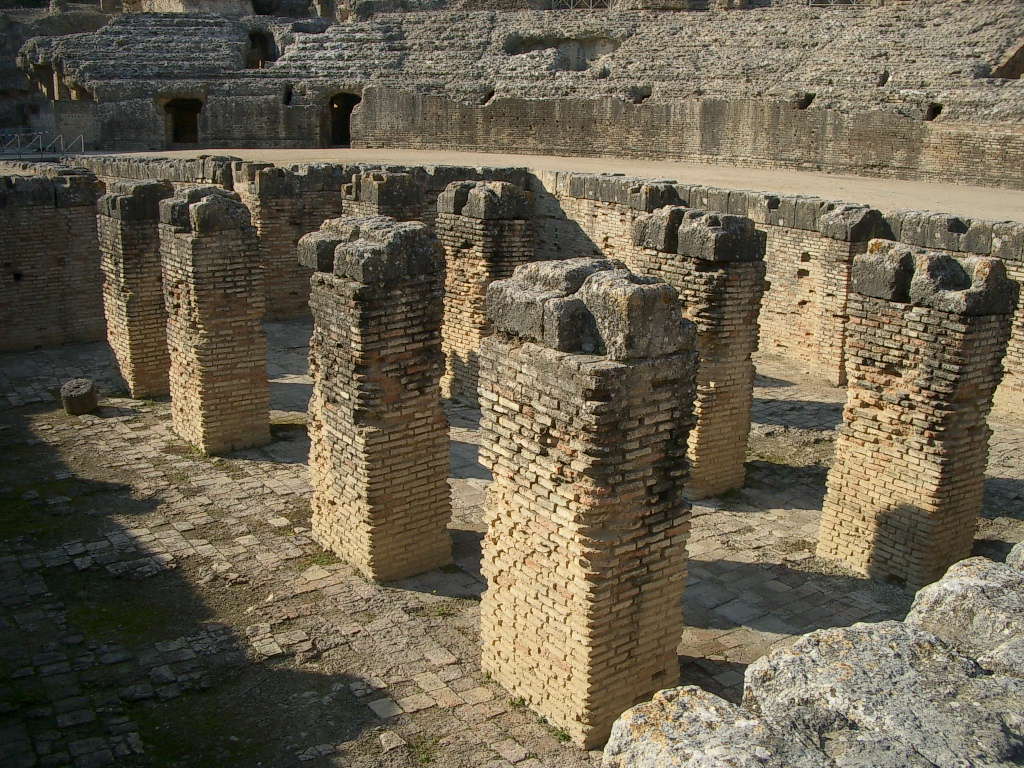
Dettaglio delle strutture sotterranee dell'anfiteatro
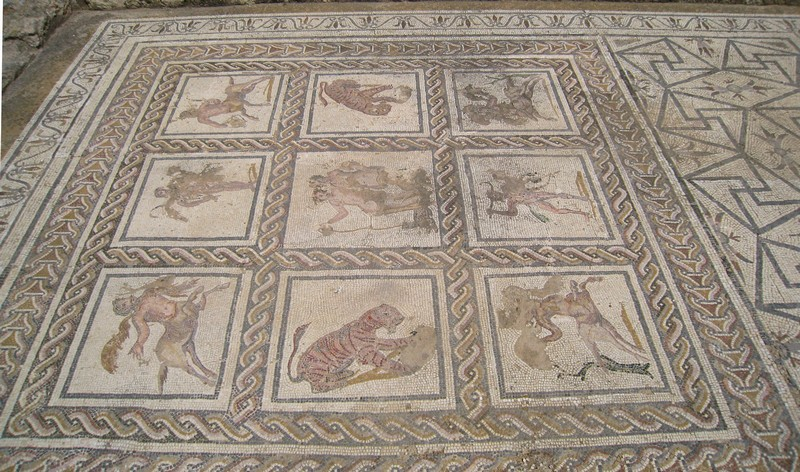
Pavimento con Mosaici nella Casa del Planetarium
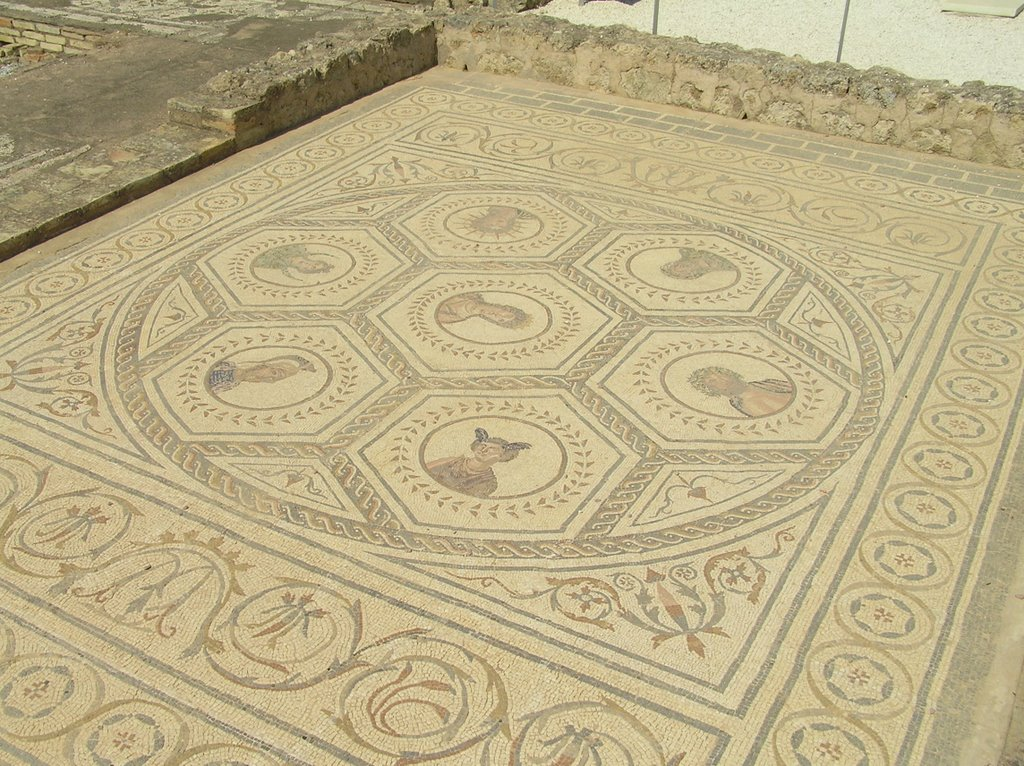
Mosaici nella Casa del Planetarium
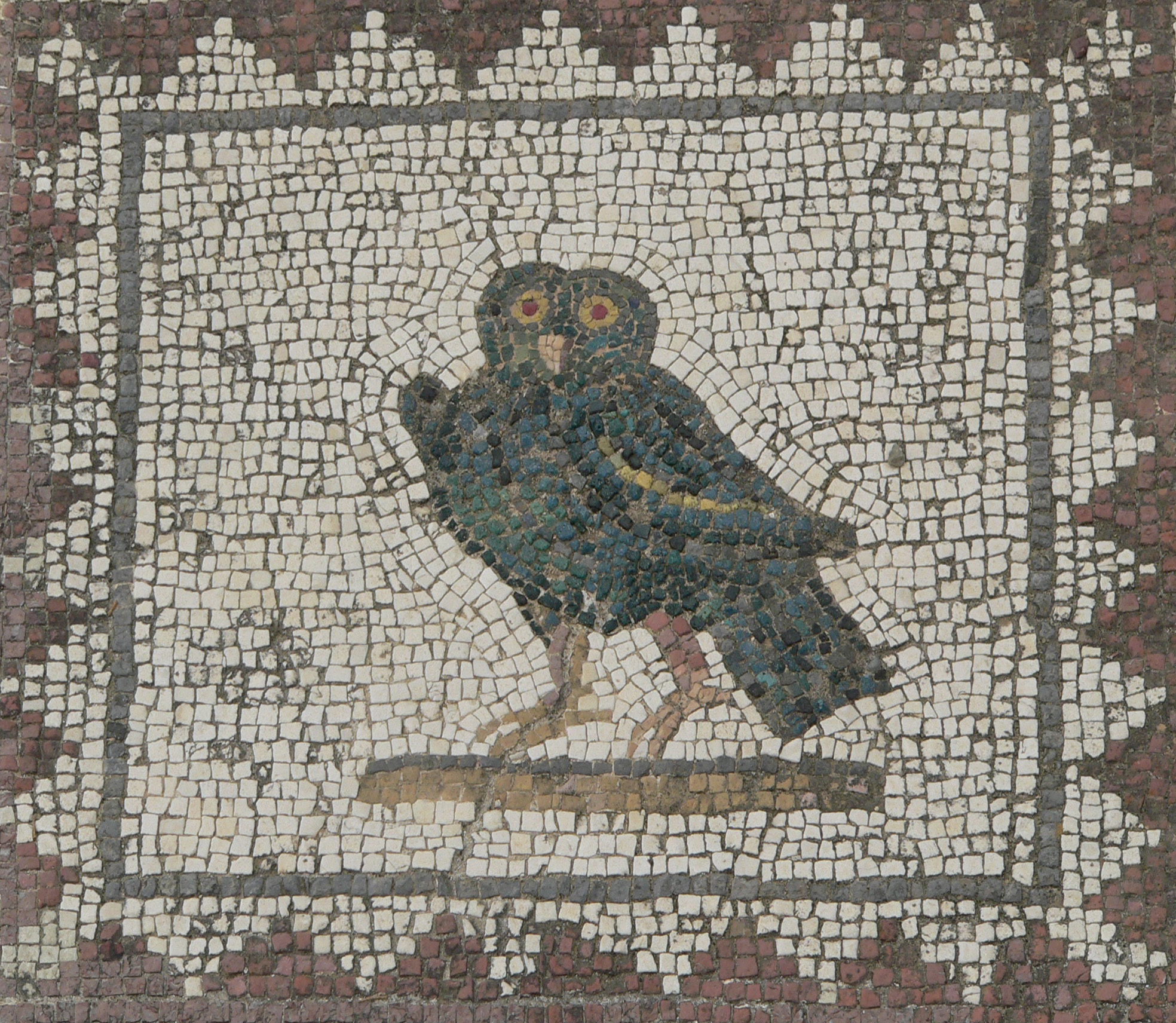
Mosaico nella Casa degli Uccelli
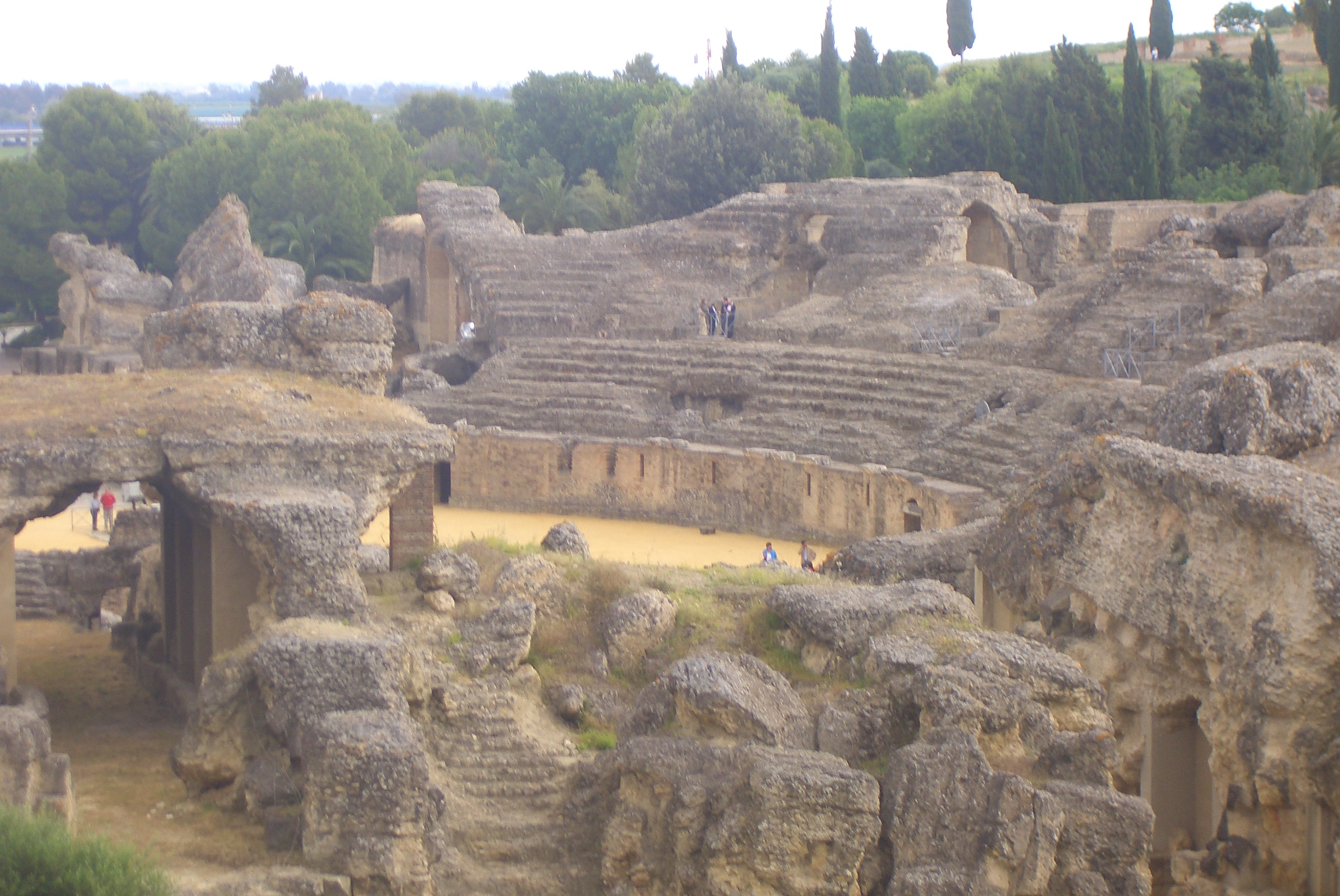
Vista delle rovine di Italica